# Trichacalolepta mouhoti
Trichacalolepta mouhoti är en skalbaggsart som beskrevs av Stefan von Breuning 1982. Trichacalolepta mouhoti ingår i släktet Trichacalolepta och familjen långhorningar.
Artens utbredningsområde är Laos. Inga underarter finns listade i Catalogue of Life.